# 吉田拓郎 ラジオでナイト
『吉田拓郎 ラジオでナイト』（よしだたくろうラジオでナイト）はニッポン放送で2017年4月2日から2019年3月31日まで放送してされたトーク番組。

## 番組概要
2017年3月8日に『ニッポン放送「春の新番組」パーソナリティ発表記者会見』で明らかになったもので、この番組では吉田拓郎自身が発表してきた楽曲について、そのエピソードをリスナーに対して、話すもの。
吉田はこの番組を「レギュラー番組の最終章」と位置付けており、「いろんなことが、いろんな意味で最終章を迎えつつあると思う。音楽を含めていろいろと考えるところはある。ラジオは僕にとってはとても大事な青春でもある。その終末という、終焉というか、最終章はやっぱりラジオで締めくくるのが大事な青春の幕の閉じ方になるかなと」したものの「というと凄くいい番組を連想しがちですが、大した番組ではないです」とも話している。
なお、吉田がニッポン放送でパーソナリティを務めるのは『坂崎幸之助と吉田拓郎のオールナイトニッポンGOLD』以来およそ3年半ぶり。

## 放送時間
- 毎週日曜日 23:30-翌0:30[4]

## パーソナリティ
- 吉田拓郎

## ネット局
2019年3月現在。放送時間の早い順から記載。
| 放送地域   | 放送局            | 放送時間                    | 備考                              |
| ---------- | ----------------- | --------------------------- | --------------------------------- |
| 関東広域圏 | ニッポン放送（LF) | 日曜 23:30 - （翌月曜）0:30 | 制作局                            |
| 京都府     | 京都放送(KBS)     | 金曜 23:00 - （翌土曜）0:00 | 2018年4月～                       |
| 富山県     | 北日本放送(KNB)   | 土曜 18:00 - 19:00          | 2018年4月～                       |
| 愛媛県     | 南海放送（RNB）   | 土曜 19:00 - 20:00          |                                   |
| 長野県     | 信越放送（SBC）   | 土曜 20:00 - 21:00          |                                   |
| 北海道     | STVラジオ         | 日曜 22:00 - 23:00          |                                   |
| 山梨県     | 山梨放送(YBS)     | 月曜 00:00 - 01:00          | 2018年4月～                       |
| 福井県     | 福井放送(FBC)     | 火曜 21:00 - 22:00          | 2018年4月～                       |
| 宮城県     | 東北放送（TBC）   | 木曜 21:00 - 22:00          | ３時台から移動日曜から移動        |
| 広島県     | 中国放送（RCC）   | 金曜 20:20 - 21:20          | ※4月から9月まで野球中継のため休止 |
| 岡山県     | 山陽放送（RSK）   | 金曜 21:00 - 22:00          | 2018年10月～2019年3月29日         |